# Alberto La Rocca
Alberto La Rocca (Sora, 12 giugno 1924 – Fiesole, 12 agosto 1944) è stato un carabiniere italiano, medaglia d'oro al valor militare alla memoria.

## Biografia
Cresciuto in una famiglia numerosa, con undici figli, si dedicò alla cura dei campi durante la sua gioventù, ricevendo un'educazione limitata come era comune in quell'epoca rurale. L'arruolamento nei Carabinieri rappresentò per lui e per la sua famiglia un'opportunità di avanzamento sociale.
Nel 1943 scelse di arruolarsi come volontario nella legione allievi Carabinieri di Roma, e nel giugno dello stesso anno divenne carabiniere effettivo, venendo destinato a Fiesole. Dopo l'8 settembre 1943 rimase in servizio, e allo stesso tempo collaborò clandestinamente con la Resistenza.
L'11 agosto 1944 Alberto La Rocca, insieme ai colleghi carabinieri Vittorio Marandola e Fulvio Sbarretti, dopo l'arresto del proprio comandante, rimase inizialmente a presidiare la Stazione Carabinieri di Fiesole, ma successivamente svestì la propria divisa e indossò abiti civili seguendo gli ordini del proprio comandante, lasciando la Caserma con l'obiettivo di unirsi alle brigate partigiane. Scoperti, durante la notte, rifugiati in luogo sicuro, ricevettero la notizia che dieci abitanti di Fiesole sarebbero stati fucilati se i tre carabinieri non si fossero consegnati ai tedeschi. E i tre, nonostante avessero la possibilità di fuggire, decisero di sacrificarsi per salvare la vita degli ostaggi. Pertanto si presentarono al comando tedesco nel pomeriggio del 12 agosto 1944 intorno alle 15:30, e dopo essere stati interrogati e maltrattati, vennero condotti al luogo dell'esecuzione, un giardino adiacente a una ville sede del comando nazista.
Nel tardo pomeriggio, intorno alle 19:30, i tre furono messi al muro e fucilati. Affrontarono la morte con fierezza e serenità. Non si piegarono, non chiesero pietà. Di fronte al plotone di esecuzione tedesco, secondo le testimonianze, si abbracciarono e gridarono insieme "Viva l'Italia", espressione suprema del loro amore per la Patria e della consapevolezza del gesto compiuto. 
Alberto La Rocca è il più giovane dei tre carabinieri cosiddetti "martiri di Fiesole" (assieme a Vittorio Marandola e Fulvio Sbarretti) che, con il loro senso d'altruismo, caddero sotto i colpi di un plotone d'esecuzione tedesco pur di salvare dieci ostaggi in mano al nemico.
Di La Rocca, Marandola e Sbarretti è ancora vivo il ricordo a Fiesole, dove alla loro memoria è stato eretto un monumento. Alla memoria di La Rocca sono state intitolate la Caserma dei Carabinieri di Badia a Settimo
. le Caserma del Comando Compagnia Carabinieri di Sulmona e di Sora, suo paese natale.
Inoltre al carabiniere Alberto La Rocca sono stati intitolato il centoquarantesimo corso per allievi carabinieri e il centosettantacinquesimo corso per allievi carabinieri ausiliari.